# Toxicology data network
Le Toxicology data network ou TOXicology data NETwork ou TOXNET est une méta-base de données dans les domaines de la toxicologie, les matières dangereuses, la protection de l'environnement et des domaines connexes. Le cluster de la base de données a été mis en place dans le cadre du programme de toxicologie et d'informations environnementales (TEHIP) du Département des services d'information spécialisés (SIS) de la Bibliothèque nationale de médecine des États-Unis (United States National Library of Medicine, NLM).
TOXNET fournit une interface web en libre accès aux bases de données spécialisées suivantes :
- HSDB (Hazardous Substances Data Bank)
- IRIS (Integrated Risk Information System)
- ITER (International Toxicity Estimates for Risk)
- CCRIS (Chemical Carcinogenesis Research Information System)
- GENE-TOX (Genetic Toxicology)
- Tox Town
- Household Products Database
- Haz-Map
- TOXMAP
- LactMed (Drugs and Lactation)
- TOXLINE – Toxicology Bibliographic Information
- DART/ETIC (Development and Reproductive Toxicology/Environmental Teratology Information Center)
- TRI (Toxics Release Inventory)
- ChemIDplus (Chemical Identification)

Une recherche globale peut être aussi menée du site.